# B61 핵폭탄
B61 핵폭탄은 미국의 주력 전술·전략 양용 수소폭탄으로 지금까지 사용되고 있다. 이 폭탄은 2F (Fission - Fusion) 방식이 사용된 저위력 전략/전술 핵무기이다.
B61 핵폭탄은 위력 조절 기능이 존재해, 0.3 킬로톤에서 240 킬로톤급 폭탄까지 위력을 조절한 수많은 '모드'들이 존재한다. 탄두의 폭발 시점은 자유로운 조절이 가능해 공중 폭발과 표면 폭발등 다양한 기폭 방식이 모두 가능하다. 초음속을 견딜수 있는 유선형의 유선형의 저저항탄체로 만들어졌다. 저위력의 전술핵으로도 사용될 수 있는 만큼 실전에서도 사용될 위험성이 매우 높기로 악명이 높은 핵무기로 알려져 있으며, 최신 버전인 지하관통형인 B61-11은 미국의 유사시 북한 지하시설 공격시의 사용까지 검토되었다. B61 핵폭탄은 B-61 순항미사일과 혼동할 수 있다.

## 설계
이 폭탄은 기폭장치로 포신형 원자폭탄이 채용되었으며 탑재기의 기체 외부에 탑재할 수 있도록 유선형의 저저항탄체(Low Drag)로 만들어졌다. 또한 0.3킬로톤에서 최대 500킬로톤까지 위력을 필요에 따라 조절할 수 있다.
폭탄의 길이는 11피트 8인치 (3.56m), 지름은 13인치 (33cm) 정도다. 기본 중량은 700파운드(320kg)지만 개별 폭탄의 무게는 위력과 기폭 시점을 조절하는 것에 따라 무게가 달라진다. 2020년부로 12번째 개량이 진행되고 있으며 2012년 미국 과학자 연맹의 자료에 따르면 새로 배치되는 400대의 B61-12는 2800만 달러의 비용이 든다고 한다.
9가지의 위력과 크기가 다른 '모드'들이 생산되었다. 현재 배치된 B61 핵폭탄 가운데 가장 새로운 개량형인 B61-11는 무게 1,200 파운드 (540 kg)의 벙커버스터로서, 1997년 생산이 시작되었다.
전략폭격기인 B-52, B-1, B-2뿐만 아니라 F-16 등 전투기에도 탑재할 수 있으며 F/A-18 등 미해군이 운용하는 전투 및 공격기에도 탑재할 수 있다.
정확한 수량은 알 수 없지만, NRDC의 전문가는 480개의 B61 핵폭탄이 유럽각국의 미공군에 배치되어 있는 것으로 추정한다.
대부분의 B61 핵폭탄은 낙하산이 펴져서 천천히 하강하여 전투기 조종사가 멀리 피할 수 있도록 하며, 폭탄이 지상에 충돌했을 때 파손이 안 되게 한다. 대부분 레이다로 신관이 되어 있다. 마하 2의 속도에서도 투하할 수 있으며, 고도 15 미터(50 피트)에서도 투하할 수 있다. 공중폭발, 지상폭발, 지연폭발 세가지 모드가 가능하다.
전술용 핵폭탄인 B61-3, B61-4, B61-10의 폭발력은 TNT 0.3, 1.5, 5, 10, 60, 80, 170 킬로톤급으로 설정할 수 있다. 전략용 핵폭탄인 B61-7의 경우 4가지 폭발력이 있으며, 최대 340 킬로톤급이다. 마지막 버전인 벙커버스터 B61-11의 폭발력에 대해서는 정보가 다른데, B61-7과 폭발력이 같으며, 1가지 폭발력만 있다고 한다. 혹자는 10킬로톤급 하나만 있다고 하고, 340킬로톤급 하나만 있다고 보는 이도 있다.

## 개량형 (모드)
B61은 모드 0에서 모드 12까지 13가지의 개량형이 존재한다.
| 모드 | 상태            | 기간           | 생산된 숫자         | 역할            | 위력                                         | 참고                                         |
| ---- | --------------- | -------------- | ------------------- | --------------- | -------------------------------------------- | -------------------------------------------- |
| 0    | 퇴역            | 1/67 - 9/93    | 500                 | 전술핵무기      | 10 - 300 kt                                  | 최초 생산                                    |
| 1    | 퇴역            | 2/69 - 9/89    | 700                 | 전략핵무기      | 10 - 340 kt                                  |                                              |
| 2    | 퇴역            | 6/75 - 9/94    | 235                 | 전술핵무기      | 10 - 150 kt                                  |                                              |
| 3    | 현역            | 10/79 - 현재   | 545                 | 전술핵무기      | 0.3, 1.5, 60, 또는 170 kt                    |                                              |
| 4    | 현역            | 8/79 - 현재    | 695                 | 전술핵무기      | 0.3, 1.5, 10, 또는 45 kt                     |                                              |
| 5    | 퇴역            | 6/77 - 9/93    | 265                 | 전술핵무기      | 10 - 150 kt                                  |                                              |
| 6    | 생산계획 취소   |                |                     |                 | 10 - 150 kt                                  | 모드 0의 개량형. 1992년 2월 취소             |
| 7    | 현역            | 9/85 - 현재    | 600                 | 전략핵무기      | 4가지 위력 조절 개량형 존재 10, 또는 340 kt. | 모드 1의 개량형. 1990년 4월까지 전환 완료    |
| 8    | 생산계획 취소   |                |                     |                 | 10 - 150 kt                                  | 모드 2와 모드 5의 개량형 1992년 2월 취소     |
| 9    | 생산계획 취소   |                |                     |                 | 10 - 300 kt                                  | 모드 0의 개량형. 1992년 1월 취소             |
| 10   | 비활성-비축물자 | 8/90 - 현재    | 215                 | 전술핵무기      | 0.3, 5, 10, 또는 80 kt                       | 퇴역한 퍼싱 II W85 탄두로 재생산.            |
| 11   | 현역            | 12/96 - 현재   | 50                  | 전략핵무기      | 모드 7과 동일하거나 400 kt                   | 모드 7의 개량형. 지표 관통 무기 (벙커버스터) |
| 12   | 현역            | 초도생산 11/21 | 400 - 500 생산 예정 | 전술/전략핵무기 | 0.3, 1.5, 10, 또는 50 kt                     | 모드 4의 개량형 모드 3, 4, 7을 대체한다      |

## B61-12

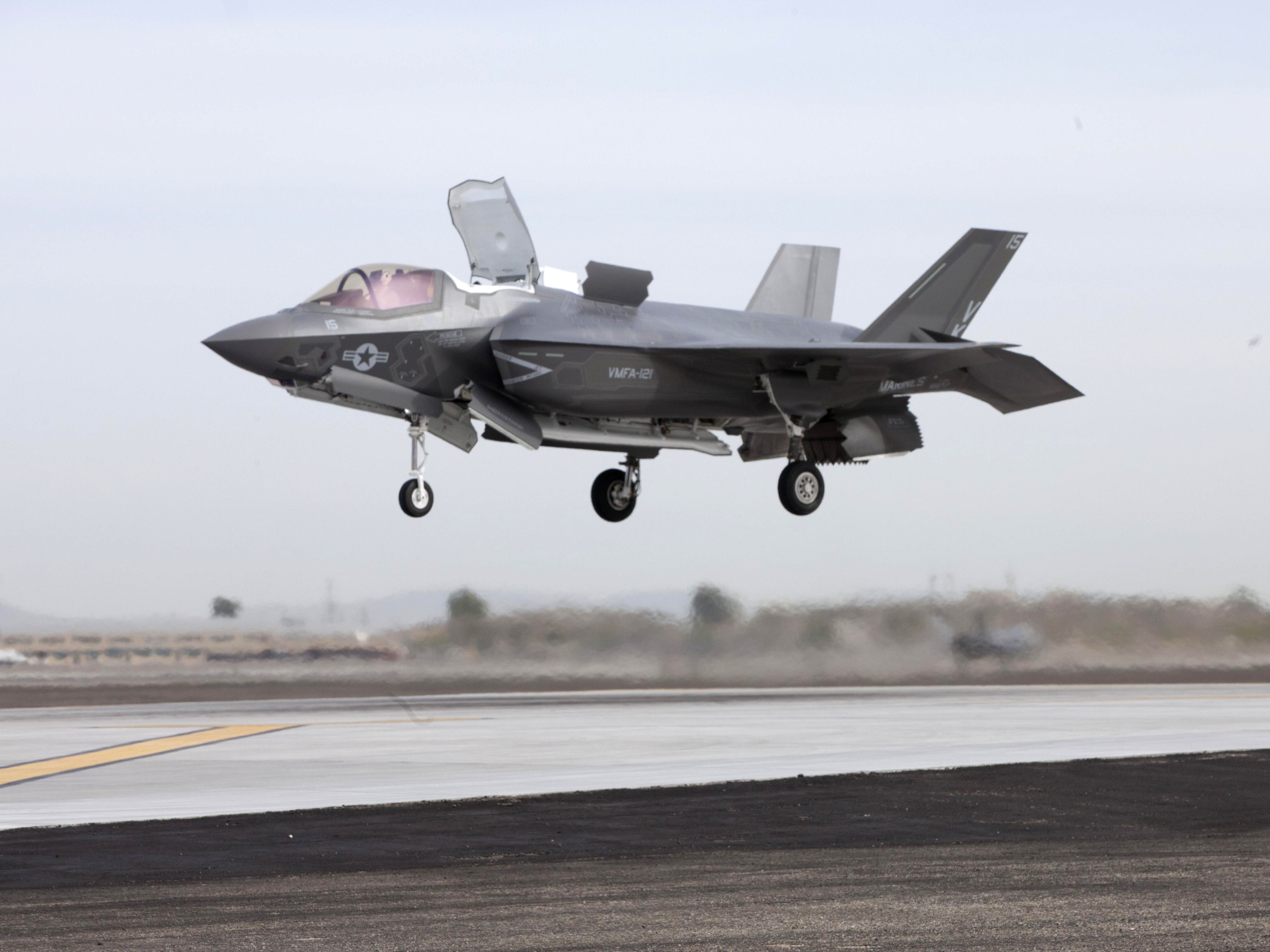
VMFA-121 비행대대의 F-35B 전투기

B61-12 핵폭탄이 100억 달러(약 10조7150억 원)의 비용으로 개발되어, F-35의 내부무장창에 탑재될 계획이다. 0.3, 1.5, 10, 50 kt으로 폭발력을 조절할 수 있다. F-35는 현재의 F-16 핵전폭기의 임무를 대체하게 된다. 기존의 B-61-3/4/710 버전이 100 m의 CEP를 갖는데 비해, B61-12는 30 m의 CEP로 향상될 것이다. 보통 레이저 유도 폭탄인 페이브웨이 시리즈의 CEP가 30 m, 일반 범용 폭탄의 CEP가 100 m로 알려져 있다.
B61-12 핵벙커버스터는 터널과 같은 깊은 곳에 있는 목표물을 타격할 수 있게 하면서 부수적 피해를 줄이기 위해 폭발력을 조절할 수 있다.
미국은 2015년 3분기부터 독일 공군 뷔셀 공군 기지의 파나비어 토네이도 전폭기를 B61-12 핵폭탄으로 무장하는 계획을 추진하고 있다. 기존의 구형 B61-4 20기를 2024년까지 B61-12로 교체할 계획이다.
2015년 현재 나토 5개국은 미국과 핵무기 공유를 하여, B61 핵폭탄 240발이 배치되어 있다. 벨기에 클라이네 브로겔 공군기지 20기, 독일 뷔셀 공군 기지 20기, 네덜란드 볼켈 공군기지 20기, 이탈리아 아비아노 공군기지 50기, 게디 공군기지 40기, 터키 인시를릭 공군 기지에 90기가 배치되어 있다. 유사시에 해당 공군기지에 배치된 미국 공군 핵무장대대가 협정국가 공군 전투기에 B61 핵폭탄을 장착해준다.
B61-12 스마트 핵폭탄은 낙하산 대신 꼬리 날개를 부착해 목표를 향해 날아갈 수 있는 정확도를 높였고 레이다, GPS 등 내부 유도 시스템을 장착해 명중도를 끌어올렸다. 기존의 핵폭탄이 정밀유도 기능이 없는데 비해, B61-12는 쪽집게 정밀폭격이 가능하다.
2016년 2016년 1월 조선민주주의인민공화국 핵 실험 6일 후인 1월 12일, 미국은 네바다 사막에서 한국의 F-15K와 같은 F-15E에서 최신형 전술핵무기인 B61-12 스마트 수소폭탄을 투하하는 실험을 했다. 미국이 독일 뷔셀 공군 기지에서 처럼, 한국 대구 공군기지의 F-15K에 B61-12 스마트 수소폭탄 20기를 장착할 것이라는 직접적인 언급은 없다. 그러나 미국은 냉전 수십년 동안, 서독과 한국에서 비슷한 핵무기 정책을 취해왔다.
B61-12 스마트 수소폭탄의 폭발력은 최대 TNT 50 kt이지만, 벙커버스터 능력으로 지하를 관통해 들어가 폭발할 경우, 지상시설들에 대해, 750 kt에서 1.25 Mt의 수소폭탄이 지상에서 폭발한 효과를 낸다. 반면에 지상작전중인 아군에 대한 방사능 피해는 최대한 줄일 수 있다.
2020년 6월 8일, 미 샌디아 국립 연구소는 “F-15E 스트라이크이글 전투기의 B61-12 핵폭탄 투하 최종 성능시험을 성공적으로 완료했다”고 밝혔다. B61-12는 개량형 저위력 전술핵폭탄으로, 미국이 핵무기 현대화 계획의 핵심 목표 중 하나로 삼고 양산을 추진 중이다. 이는 목표물을 30~60m 오차범위 내로 정밀 타격할 수 있고 최대 50kt(킬로톤·1kt은 TNT 1000t 위력)의 폭발력을 낼 수 있는 것으로 평가되며, 지하 깊은 곳에 있는 목표물을 타격할 수 있어 ‘핵벙커버스터’라고도 불린다. 지난 3월 9일부터 4일 동안 미 네바다주 토노파 시험장에서 핵탄두를 제거한 모형 B61-12 중력폭탄을 F-15E 2대를 동원해 실제 고고도(해발고도 7.62km 상공)와 저고도(304m 상공)에서 각각 투하하는 방식으로 진행됐다. 폭탄 낙하에는 고고도와 저고도 각각 55초, 35초가 걸렸다고 연구소는 밝혔다. 50kt 핵출력이면, 히로시마 핵폭탄 리틀 보이 4발 정도에 해당한다. 리틀 보이는 무게 4.7톤이었는데, B61-12는 무게 300 kg 정도 된다.
F-15E 스트라이크이글 전투기 시험에 이어서, 향후 B-2 스텔스 전략폭격기와 F-16 전투기, 5세대 스텔스 전투기인 F-35와의 호환성 실험도 진행할 계획도 밝혔다. F-35를 사용할 경우, 레이더에 아무런 흔적이 없이, 불시에 핵공격을 할 수 있다. 공습경보도 전혀 울리지 않는다. 전혀 사전의 공격징후가 없이, 갑자기 히로시마 핵폭탄 4발짜리가 터지는데, F-35는 B61-12 2발을 내부무장창에 장착할 수 있다. 편대비행을 하면 더욱 폭탄량이 늘어나는데, 일체 사전에 공격징후를 알 수 없다.

## B61-13
처음에 NNSA 비축 관리 및 관리 계획은 2037년부터 B61 Mod 13 수명 연장 프로그램(LEP)의 1단계 개발을 시작하여 2050년에 B61-13 핵폭탄을 처음 생산하려고 했다.
그러나 2023년, B61-12와 유사하지만 B61 Mod 13이라는 이름의 B61-7과 폭발력이 비슷한, 새로운 중력 폭탄을 생산할 계획이 발표되었다.
B61-7 핵폭탄은 10-340 kt 폭발력 중에서 4가지 폭발력을 스위치로 선택할 수 있다.
B61-13이 생산될 때마다 B61-12가 한 대씩 더 적게 생산될 예정이므로 새로운 B61 폭탄의 계획된 수는 증가하지 않을 것이다.
미 국방부 관계자는 B61-13이 "수십 대"만 생산될 수 있다고 밝혔다. 새로운 폭탄은 B-21 레이더에 탑재될 예정이지만 F-35에 배치될 계획은 없다.
2023년 현재, 미국은 B61 200발을 배치중이며, 이 중에 100발이 나토에 핵공유로 배치되어 있다.
오바마는 2019년 생산이 개시된 전술핵무기 B61-12(0.3-50 kt)가 배치되면 B83-1(1.2 Mt)을 전량 퇴역시키려 했으나 트럼프 전 행정부가 막아서면서 무산됐었다. 그러나 바이든 행정부 들어 다시 이 조치가 고려됐고 결국 2022년 국방부는 B83-1의 퇴역을 결정했다.
2023년 10월 27일, 미 국방부는 핵 억제력 강화를 위해 기존 핵 중력탄을 개량한 전술 핵무기 B61-13 생산을 추진한다고 밝혔다. 이는 중·러가 핵증강에 박차를 가하고 있는 상황을 의식한 조치라고 미 언론들은 전했다.

## B61-21
2022년 12월, 미국은 나토 공군기지에 배치된 약 100기의 B61-12 핵폭탄을 개량해서, B61-21을 배치할 계획이다.
핵무기의 수명을 최소 20년 연장하기 위해 핵과 비핵 구성품을 수리하고 재사용하며 대체하는 사업으로 정밀유도장치(테일 키트)를 'B61-12'에 장착하여, 개량형 신형핵폭탄 'B61-21'로 만들고 있다.
폭발력은 03킬로톤(kt, TNT 1000t), 1.5kt, 10kt, 50kt 등 4가지로 변경할 수 있으며, 원형공산오차(CEP)는 약 30m다. 보통, 레이저유도폭탄의 CEP가 30m로 알려져 있다.
B61-12는 길이 12피트(3.65m), 무게 825파운드(약 374kg)인데, 테일 키트를 장착하면 무게가 더 늘어날 것이다.
B61-21은 스텔스 폭격기 B-2 스피릿과 차세대 스텔스폭격기 B-21, 스텔스 전투기 F-35, 4세대 전투기 F-15, F-16에 탑재가 가능하다. 수직이착륙 F-35B는 내부무장창에 1000파운드 폭탄 2발을 장착할 수 있는데, B61-21이 1000파운드를 초과하기 때문에 F-35B에는 장착할 수 없다는 보도가 없는 것으로 보아서는, 1000파운드 미만의 폭탄으로 추정된다.

## F-35
2012년, 미국은 F-35B 수직이착륙 스텔스 전투기를 일본 이와쿠니 비행장에 최초로 전방 영구배치를 했다. VMFA-121 비행대대의 F-35B 수직이착륙 스텔스 전투기는 유사시 평양을 전혀 사전징후 없이 핵공격할 수 있다. 물론 일본 이와쿠니 비행장에는 비핵화 원칙 때문에, 핵무기 장착을 할 수 없고, 해상의 미국 강습상륙함에서 핵무장을 할 수 있다. F-35B는 수직이착륙 엔진을 장착하느라 항속거리가 대폭 줄어들었는데, 전투행동반경 833 km, 항속거리 1,667 km이다. 이와쿠니 비행장에서 북한 평양은 743 km 떨어져 있다. VMFA-121 비행대대는 미국 해병대 최초의 F-35B 비행대대이다. 미해병대 비행대대는 보통 12대로 구성되며, 동시에 이륙할 경우 히로시마 핵폭탄 96발을 전혀 사전징후 없이 북한 전역에 은밀하게 터뜨릴 수 있다.
2020년 11월 23일, 미국 3대 핵무기 개발기관인 샌디아국립연구소는 "스텔스전투기 F-35A 라이트닝2에 장착한 B61-12 개량형 저위력 전술 핵폭탄의 첫 적합성 시험을 성공적으로 진행했다"고 밝혔다. 이번 실험은 미국 네바다주 토노파 시험장에서 지난 8월 25일 진행됐다. 샌디아국립연구소는 핵탄두를 제거한 모형 B61-12를 1만500ft(약 3.2km) 상공에서 투하하는 데 걸린 시간이 약 42초였다고 설명했다. 마하 1 이상의 속도로 비행하는 전투기의 내부 폭탄창에서 B61-12를 투하한 첫 실험이다. B61-12 개량형 저위력 전술 핵폭탄의 폭발력은 50 kt이다.
한국의 한 예비역 공군 장성은 "우리 공군 F-35A도 미국과 핵 공유 협정이 맺어지면 내부 무장창에 2발의 B61-12 최신형 전술핵폭탄을 장착할 수 있다"고 설명했다. 미 국방부 산하 미국 국방대학교(NDU)는 2019년 7월 26일 발표한 ‘21세기 핵 억제력: 2018 핵 태세 검토보고서’에서 북핵 위협에 대응해 한국과 일본 등 아시아 파트너국과 비전략적 핵 능력을 공유하는 방안을 추진해야 한다고 밝혔다. 국방대는 미국의 대표적 군 싱크탱크이며 이 보고서는 현역의 실무급 육해공군 장교들이 작성해 실제 정책으로 반영될 가능성이 크다는 분석도 나온다. 다만 보고서는 한일의 정치 군사적 제약을 고려해 ‘나토 방식’을 그대로 적용해서는 안 된다고 적시했다. 유사시 전술핵 투하도 미국이 책임지겠다는 의미로 해석된다.
미국이 나토식 핵공유 보다는 주한미군 전술핵 재배치를 주장하면서, F-35 핵폭탄 시험을 공개한 것은, 오산공군기지, 군산공군기지에 F-16 전투기를 곧 F-35A로 교체하거나, 일본 이와쿠니 비행장에 최초로 전방 영구배치를 한 F-35B 수직이착륙 스텔스 전투기를 사용하겠다는 의미일 수 있다.

## B61 배치장소
B61 핵폭탄은 미국의 4개 공군기지, 유럽의 6개 공군기지에 실전배치되어 있다. 유럽의 8개 공군기지는 잠정배치 상태여서, 현재는 실전배치되어 있지 않다.
물론, 일본 요코스카 해군기지에 주둔해 있는 7 함대 (미국)의 기함인 니미츠급 항공모함 등 전세계에 배치된 11대의 미국 항공모함의 맥도넬더글러스 F/A-18 호넷, 보잉 F/A-18E/F 슈퍼 호넷 전투기에도 B61 핵폭탄이 장착되어 있다. 요코스카 해군기지에서 휴전선 까지는 1200 km 떨어져 있으며, 보잉 F/A-18E/F 슈퍼 호넷의 전투행동반경은 722 km, F-35C의 전투행동반경은 1100 km이다. 공중급유를 받으면 즉시 북한 핵공격이 가능하다. 2017년 요코스카 해군기지의 니미츠급 항공모함 함재기 60대를 이와쿠니 비행장에 배치했다. 이와쿠니 비행장은 휴전선까지 650 km 거리로서, 함재기의 전투행동반경 안에 들어온다.
그러나 해군이 아닌, 공군의 B61 배치는 위의 10곳의 공군기지가 전부이다.

### 유럽
- 볼켈 공군기지 - 네덜란드 공군의 F-16에 미국 공군의 B61 핵폭탄을 장착하고 있다.
- 클라인 브로겔 공군기지 - 벨기에 공군의 F-16에 미국 공군의 B61 핵폭탄을 장착하고 있다.
- 뷔셀 공군기지 - 독일 공군의 파나비어 토네이도에 미국 공군의 B61 핵폭탄을 장착하고 있다.
- 게디 토레 공군기지 - 이탈리아 공군의 파나비어 토네이도에 미국 공군의 B61 핵폭탄을 장착하고 있다.
- 인시를릭 공군기지 - 터키 공군의 F-16에 미국 공군의 B61 핵폭탄을 장착하고 있다.
- 아비아노 공군기지 - 이탈리아 공군기지인데, 미국 공군의 F-16에 B61 핵폭탄을 장착하고 있다.

## 미국의 현용 핵전력
2010년 현재 미국은 2개의 핵폭탄과 6개의 핵탄두를 실전배치중이다.
- B61 핵폭탄
  - B-1B, B-2A, B-52H 전략폭격기들은 물론, F-15E, F-16A/B/C/D, F/A-18A/B/C/D/E/F, F-22 전투기에 장착할 수 있는 700 파운드 (320 kg) 무게, 최대 TNT 350 킬로톤급 폭발력을 가진 핵폭탄이다. 1968년부터 실전배치되었다.
- B83 핵폭탄
  - B-1B, B-2A, B-52H 전략폭격기들은 물론, F-15E, F-16A/B/C/D, F/A-18A/B/C/D/E/F, F-22 전투기에 장착할 수 있는 2,400 파운드 (1,100 kg) 무게, 최대 TNT 1.2 메가톤급 폭발력을 가진 핵폭탄이다. 1983년부터 실전배치되었다.
- W62 핵탄두
  - 미니트맨 ICBM에 장착하는 무게 253 파운드, 폭발력 170 킬로톤의 핵탄두이다. 1970년부터 1976년까지 생산되었다.
- W76 핵탄두
  - 트라이던트 미사일에 장착하는 362 파운드 (164 kg) 무게에 100킬로톤 폭발력의 핵탄두이다. 1978년부터 1987년까지 생산되었다.
- W78 핵탄두
  - 미니트맨 미사일에 장착하는 무게 800 파운드, 폭발력 350 킬로톤의 핵탄두이다.
- W80 핵탄두
  - 토마호크 미사일에 장착하는 290 파운드 (132 kg), 폭발력 최대 150 킬로톤의 핵탄두이다.
- W87 핵탄두
  - 원래 피스키퍼 미사일의 무게 600 파운드 (270 kg)인 핵탄두인데, 피스키퍼 미사일은 미러조약에 의해 전량 폐기되었다. 그 이후 미니트맨 미사일에 장착하기로 했다. 최근에는 미젯맨 미사일에 장착하려고 개발했다가 취소되었다.
- W88 핵탄두
  - 트라이던트 미사일에 장착하는 800 파운드 (360 kg) 무게, 475 킬로톤 폭발력의 핵탄두이다.

## 같이 보기
- 핵무기 목록
- WE.177